# 倉井眉介
倉井 眉介（くらい まゆすけ、1984年3月6日 -）は、日本の小説家。神奈川県横浜市戸塚区出身。横浜市立戸塚高等学校、帝京大学文学部心理学科卒業。第17回『このミステリーがすごい!』大賞受賞。学生時代より社会心理学、発達心理学などに興味を持つ。趣味は自転車。左利き。

## 略歴
- 2018年、『怪物の木こり』で第17回『このミステリーがすごい!』大賞受賞。
- また同2018年には『あかね町の隣人』で第64回江戸川乱歩賞最終候補となる[4]。

## 作品リスト
- 『怪物の木こり』（2019年1月、宝島社 / 2020年1月、宝島社文庫）
- 『怪物の町』（2023年7月、宝島社文庫）

### アンソロジー
- 『本格王2021』（2021年6月、講談社文庫）「犯人は言った。」
- 『衝撃の1行で始まる3分間ミステリー』（2024年4月、宝島社文庫）
- 『驚愕の1行で終わる3分間ミステリー』（2024年4月、宝島社文庫）